# Avió de fuselatge estret

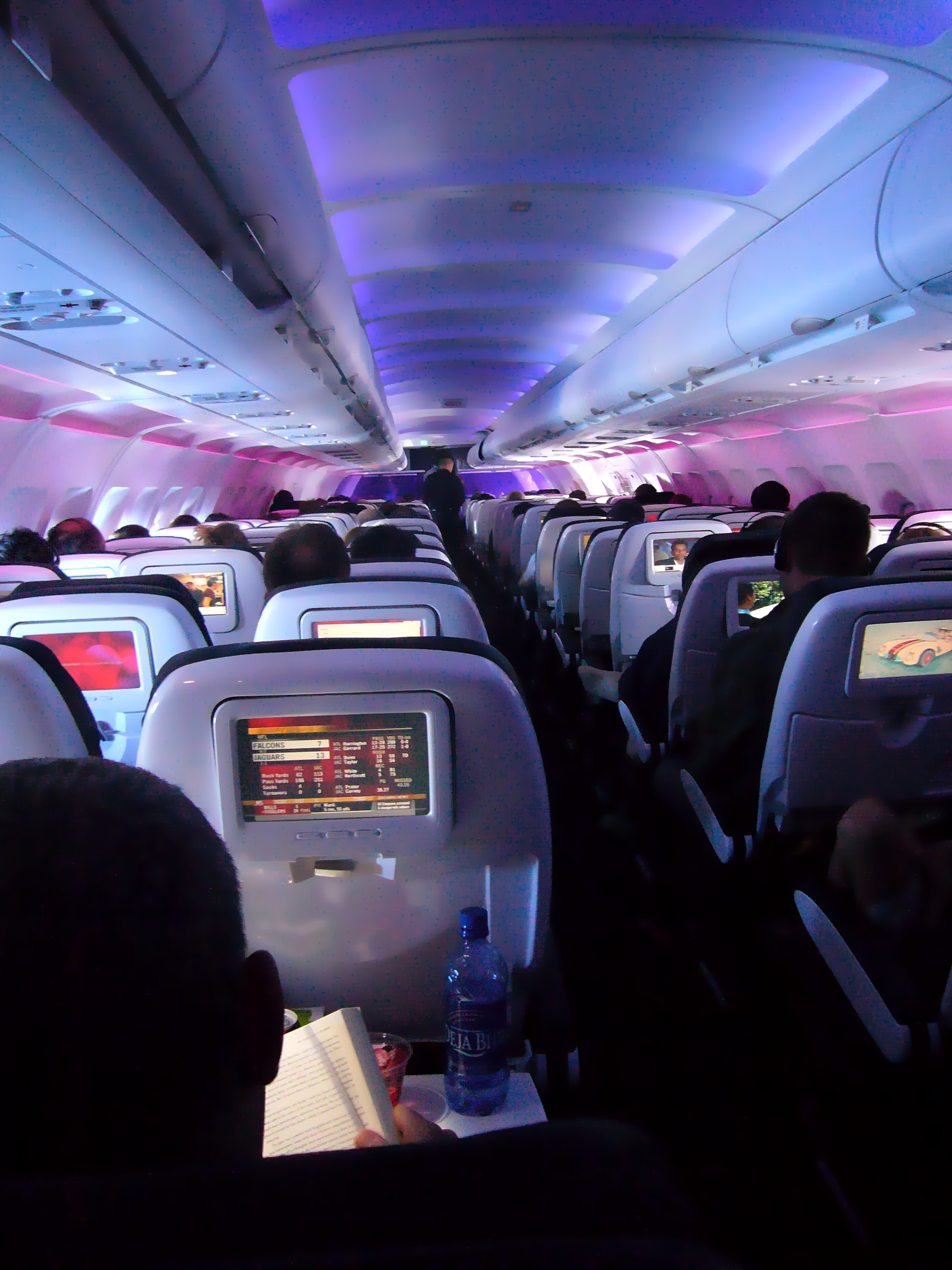
Un Airbus A320 de Virgin America, de fuselatge estret.

Un avió de fuselatge estret és un avió comercial amb una amplada de fuselatge de típicament 3 a 4 metres, i de 2 a 6 seients col·locats amb un sol passadís. Els avions de fuselatge estret amb un abast que no permet vols transatlàntics s'anomenen avions comercials regionals.
En canvi, un avió de fuselatge ample és un avió comercial més gran configurat amb diverses classes i un diàmetre del fuselatge de 5 a 7 metres, i dos passadissos. Generalment hi ha de 7 a 10 seients. Com a comparació, un avió de fuselatge ample típic pot acomodar entre 200 i 600 passatgers, mentre que el de fuselatge estret més gran (el Boeing 757-300) té un màxim d'uns 250.

## Galeria

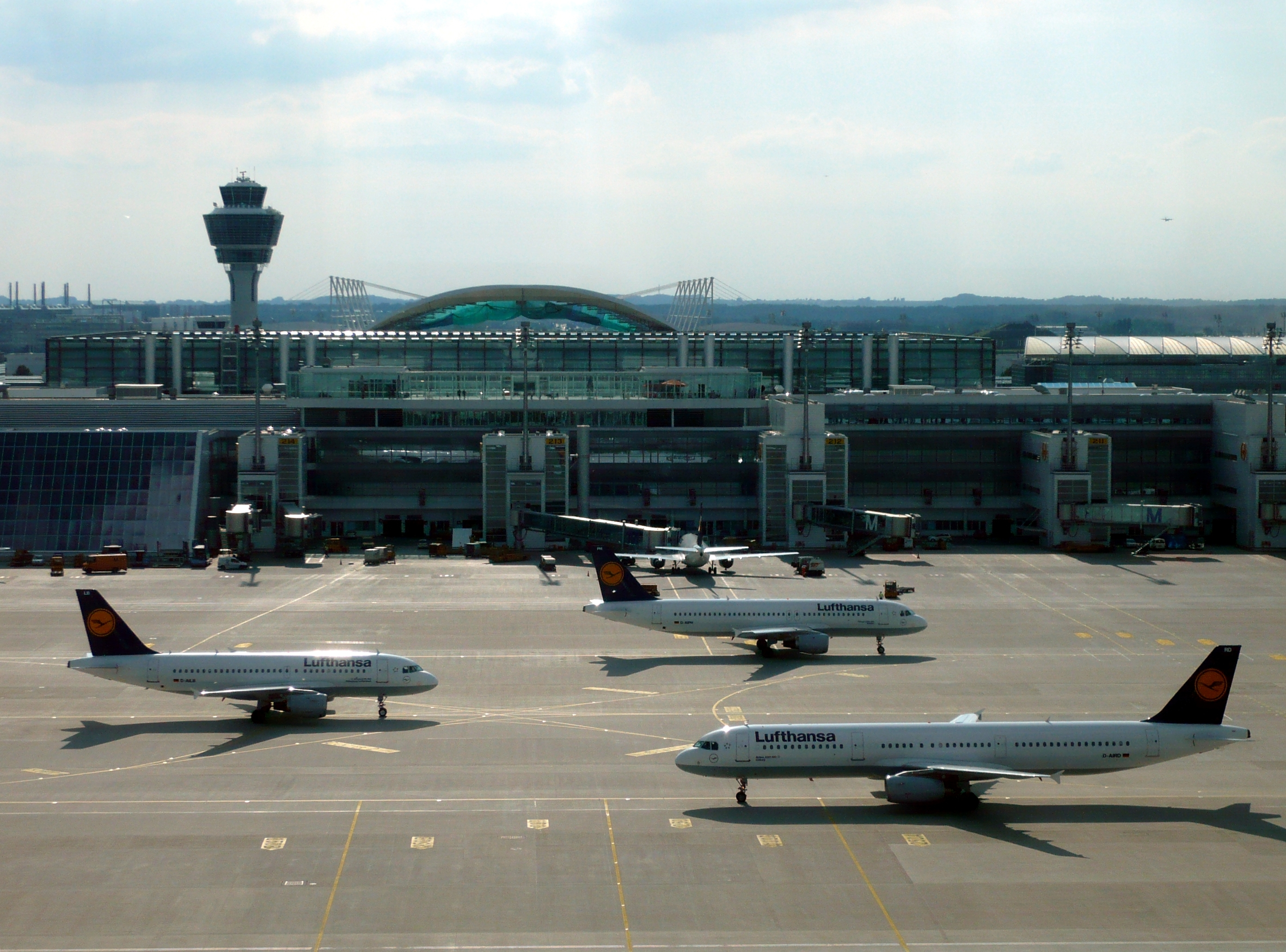
Airbus A319, A320, A321 (Lufthansa)
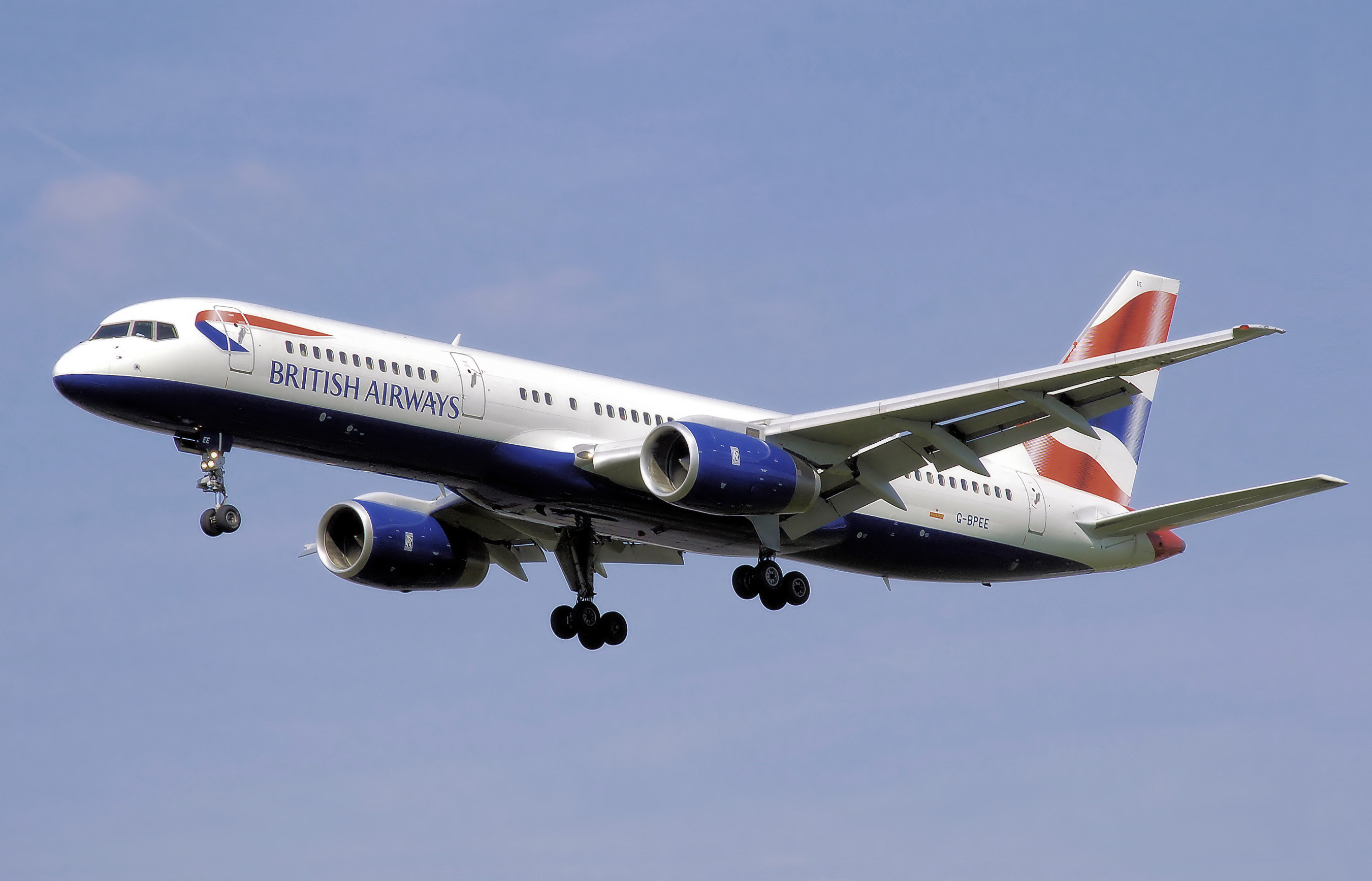
Un Boeing 757.
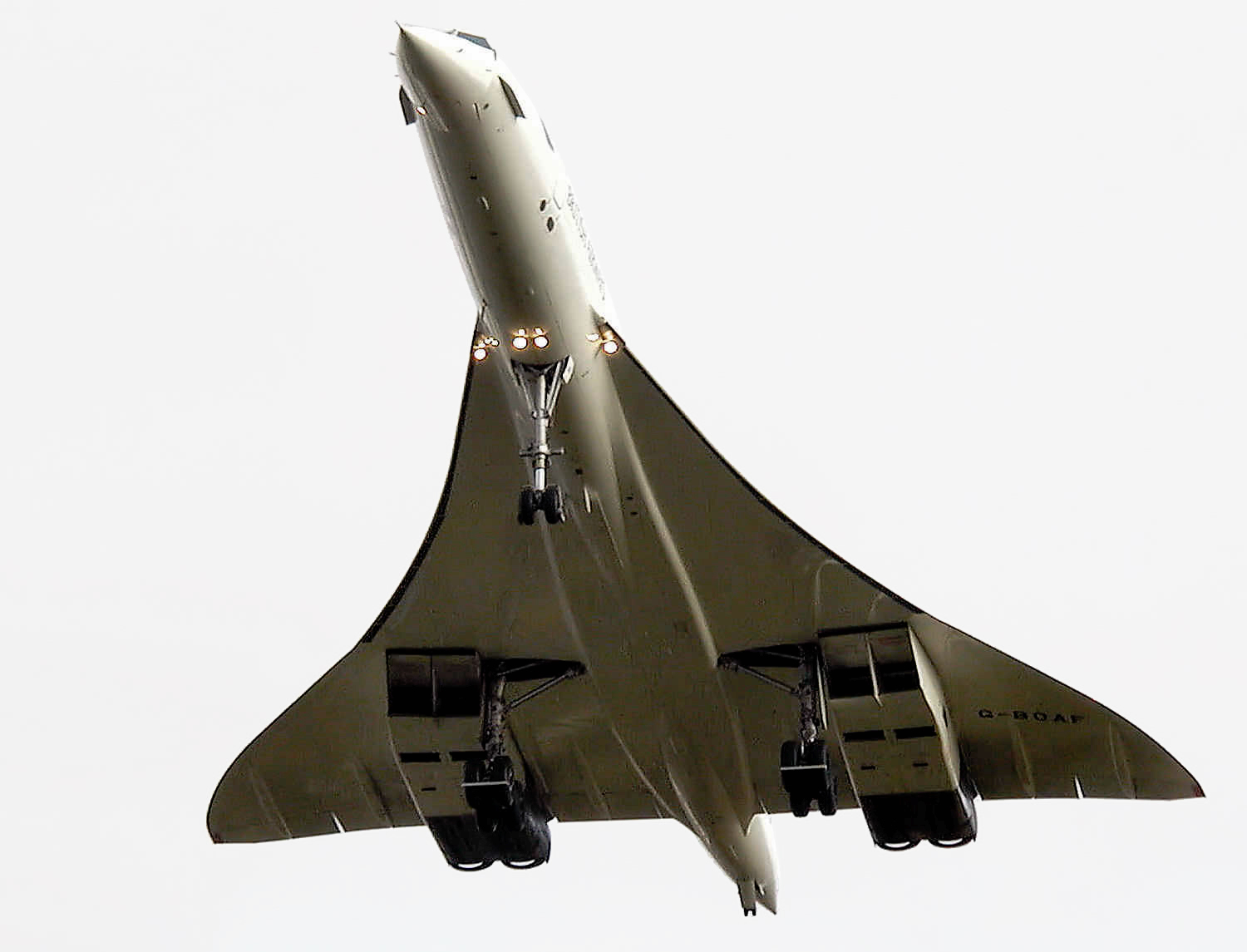
El Concorde.